# خلبان (المسيمير)

تعديل مصدري - تعديل

خلبان هي إحدى قرى عزلة المسيمير بمديرية المسيمير التابعة لمحافظة لحج، بلغ تعداد سكانها 147 نسمة حسب تعداد اليمن لعام 2004.